# Pleinfeld
Pleinfeld est une commune de Bavière (Allemagne), située dans l'arrondissement de Weißenburg-Gunzenhausen, dans le district de Moyenne-Franconie.

## Jumelage
- Killarney (Irlande) depuis 2007